# Ирен (река)
Ирен (на руски: Ирень) е река в южната част на Пермски край в Русия, ляв приток на Силва (от басейна на Кама). Дължина 214 km. Площ на водосборния басейн 3110 km².
Река Ирен води началото си на 270 m н.в., на 1 km южно село Верх Ирен, в най-южната част на Пермски край. Тече през хълмисти, силно окарстени райони по западните предпланински части на Урал, като силно меандрира, а генерално ѝ направление е от юг на север. Влива се отляво в река Силва (от басейна на Кама), при нейния 26 km, на 110 m н.в. в чертите на град Кунгур, в южната част на Пермски край. Основните ѝ притоци са леви: Сип (61 km), Турка (72 km), Бим (56 km). Среден годишен отток близо до устието 35,5 m³/s. Заледява се през ноември, а се размразява през април. По течението ѝ са разположени няколко малки населени места – селата Енапаево, Ишимово, Уразметево, Чайка, Уст Турка, Ленск, Тихановка и други, а в устието ѝ – град Кунгур.